# 辽东湾

辽东湾地图

辽东湾位于渤海北部，辽宁省西南部，是渤海三个海湾中最大的一个。辽东湾向南开口与渤海相通。西、北、东完全被辽宁沿岸的城市葫芦岛、锦州、盘锦、营口和大连环绕，属于辽宁内水。流入注入辽东湾的河流主要有辽河（双台子河）、大辽河、大凌河、小凌河等。辽东湾内主要岛屿有：菊花岛